# Ю Чхан Сун
Ю Чхан Сун (кор. 유창순, 劉彰順, Yu Changsun, Yu Ch'angsun; 6 серпня 1918 — 2 червня 2010) — корейський фінансист і політик, п'ятнадцятий прем'єр-міністр Республіки Корея.

## Кар'єра
1950 року закінчив Гастінгс-коледж у Небрасці (США). Того ж року вступив на службу до уряду, працював у токійському відділенні Банку Кореї.
Від 1961 до 1962 року очолював Банк Кореї. 1981 року обіймав посаду голови Асоціації міжнародної торгівлі Кореї, відіграв важливу роль у виграші Сеулом можливості провести Олімпійські ігри 1988 року.
1982 року обіймав посади міністра торгівлі та прем’єр-міністра Південної Кореї. Після виходу у відставку очолював американсько-корейський комітет з економічного співробітництва й Національне товариство Червоного Хреста.